# Bathyphantes canadensis
Bathyphantes canadensis är en spindelart som först beskrevs av James Henry Emerton 1882.  Bathyphantes canadensis ingår i släktet Bathyphantes och familjen täckvävarspindlar. Inga underarter finns listade.